# Leavenworth (Kansas)
Leavenworth é uma cidade do estado norte-americano do Kansas, localizada no condado de Leavenworth, do qual é sede. Foi fundada em 1854 e incorporada em 1855.

## Geografia
De acordo com o United States Census Bureau, a cidade tem uma área de 62,9 km², dos quais 62,8 km² estão cobertos por terra e 0,1 km² por água.

## Demografia
Segundo o censo nacional de 2010, a sua população é de 35 251 habitantes e sua densidade populacional é de 560 hab/km².

## Marcos históricos
A relação a seguir lista as 35 entradas do Registro Nacional de Lugares Históricos em Leavenworth. O primeiro marco foi designado em 15 de outubro de 1966 e o mais recente em 23 de setembro de 2020. Aquelas marcadas com ‡ também são um Marco Histórico Nacional.
- A. J. Angell House
- Abernathy Furniture Company Factory
- Arch Street Historic District
- Atchison, Topeka and Santa Fe Railroad Passenger Depot
- AXA Building
- David J. Brewer House
- David W. Powers House
- Edward Carroll House
- First Presbyterian Church, Leavenworth
- Fort Leavenworth‡
- Fred Harvey House
- Helmers Manufacturing Company Building
- Hollywood Theater
- Horace and Rosemond Lamborn Farmstead
- Hund School
- Leavenworth County Courthouse
- Leavenworth Downtown Historic District
- Leavenworth Historic Industrial District
- Leavenworth Public Library
- Leavenworth Terminal Railway & Bridge Company Freight Depot
- Little Stranger Church and Cemetery
- Merritt Insley House and Outbuildings
- Nathaniel H. Burt House
- North Broadway Historic District
- North Broadway School
- North Esplanade Historic District
- Old Union Depot
- Quarry Creek Archeological Site
- South Esplanade Historic District
- Sumner Elementary School
- Third Avenue Historic District
- Union Park Historic District
- Western Branch, National Home for Disabled Volunteer Soldiers‡
- William Small Memorial Home for Aged Women
- Zacharias Site (14LV380)